# François Martou
François Martou, né le 4 avril 1943 à Bruges, mort le 1er mars 2009 ,, est un syndicaliste belge et un militant wallon.

## Biographie
François Martou, bachelier en philosophie et en droit des Facultés universitaires Saint-Louis, bachelier en philosophie de  l'Université catholique de Louvain, licencié en sciences économiques à la même université (1967), puis docteur (1972), ITP Harvard Business School, assistant à Louvain, professeur au département de sciences économiques (1973), directeur de la Faculté ouverte de politique économique et sociale - FOPES (1973-1986), professeur ordinaire (1993) à Louvain-la-neuve.
François Martou a appartenu aux cadres de Rénovation wallonne (1967-1978). Il est entré en 1969 au comité de direction de La Revue nouvelle, où il signe de nombreux articles de son nom ou de ceux de Frédéric Moutard et de Trencavel (dans ce dernier cas en collaboration avec, surtout, Marc Delepeleire, Vincent Goffart et Michel Molitor). François Martou a aussi été membre de Objectif 72 Bruxelles-Wallonie, et du groupe Bastin-Yerna, auteur d'un programme progressiste pour la Wallonie Quelle Wallonie ? Quel socialisme ? publié en 1971.
Il est devenu président du Mouvement ouvrier chrétien de Bruxelles en 1974 puis du Mouvement ouvrier chrétien national (Bruxelles et Wallonie) en 1988 et l'est demeuré jusqu'en 2006.
François Martou a été proche du Front démocratique des francophones et du Rassemblement wallon jusqu'au début des années 1980. Il plaida en octobre 1979 devant Wallonie libre en un congrès réuni à Bruxelles pour ce que l'on  appelle le Wallobrux soit une entité territoriale comprenant la Wallonie, les 19 communes bruxelloises sauf la fraction du territoire bruxellois fonctionnellement liée au rôle de capitale de la Belgique.
Fidèle à ses nombreuses prises de position en faveur d'un rassemblement des progressistes, François Martou s'est présenté en juin 2007 sur une liste socialiste (pour le sénat). En 2008, il a proposé la prison pour une série de banquiers qu'il estimait responsables de la crise. Il a été administrateur chez Dexia Banque.